# Université en Palestine
En 2007, on dénombre 11 universités dans les territoires palestiniens occupés. Certaines universités étaient auparavant, avant le début de l'occupation israélienne en 1967, de simples institutions et qui ont acquis le statut d'université après l'annexion israélienne. Ce changement de statut intervient pour répondre aux besoins de la population locale qui ne souhaitait plus quitter les territoires occupés pour aller étudier en Jordanie, comme c'était le cas avant 1967 .
Avant la guerre du Golfe, les universités étaient financées par des fonds privés ou par des organisations chrétiennes . Après les accords d'Oslo, des organisations internationales ont financé en partie les coûts d'éducation élevés dans les territoires. Bien que créées sous l'occupation israélienne, ces universités n'ont pas été créées par Israël. La plupart d'entre elles sont ouvertes à tous les publics. Certaines universités comme l'Université al-Qods sont des universités gouvernementales et d'autres comme l'Université Américaine de Jénine sont privées. 
On compte aujourd'hui un total de 83 408 étudiants dans le supérieur avec une répartition de 52,5 % d'hommes et 47,5 % de femmes . Au début de la première intifada, toutes ces universités ont été fermées par les autorités israéliennes. Certaines furent rouvertes en 1990, après que des pressions internationales furent exercées sur Israël. Ce dernier referma les universités qui ont rouvert leurs portes au mois de décembre de la même année. Au cours de l'année 1991, elles reprirent leurs activités progressivement. Après l'éclatement de la seconde intifada, l'accès des étudiants aux universités fut rendu difficile à cause du bouclage des zones autonomes des territoires occupés, des barrages érigés partout, des fossés creusés dans les routes menant aux universités. La détérioration de la situation économique a également eu comme conséquence la dégradation de la qualité de l'enseignement supérieur . La radicalisation politique est particulièrement ressentie dans les cercles universitaires au sein desquels les partis islamiques exercent une influence croissante, particulièrement dans les conseils d'étudiants.
Les élections annuelles des conseils ont été annulées dans la majorité des universités depuis le début de l'intifada d'Al-Aqsa, excepté l'université de Bir Zeit, où des élections ont eu lieu en décembre 2003, dû au climat instable à l'intérieur par l’intifada.

## Liste des universités palestiniennes

### Jérusalem
- Université al-Qods

### Cisjordanie
- Université Américaine de Jénine
- Université nationale An-Najah
- Collège biblique de Bethléem (en)
- Université de Bethléem
- Université de Bir Zeit
- Conservatoire de musique Edward Said (en)
- Université d'Hébron
- Collège Ibrahimieh (en)
- Institut Kadoorie (en) de Tulkarem
- Université Polytechnique de Palestine
- Université Ahliya de Palestine
- Académie Dar al-Kalima des Arts et Culture

### Bande de Gaza
- Université de Palestine
- Université al-Aqsa
- Collège universitaire de sciences appliquées (en)
- Université al-Azhar de Gaza
- Université ouverte d'Al-Quds
- Université islamique de Gaza
- Collège technique de Palestine (en)